# Lloyds Bank Corporate Markets
O Lloyds Bank Corporate Markets é subsidiário do Lloyds Banking Group. Foi criado em 2017, para cumprir a Lei de Serviços Financeiros da Reforma Bancária de 2013. A lei implementa a recomendação da Comissão Independente sobre Bancos em que os serviços bancários essenciais sejam separados das atividades de banco de investimento até 2019. 
Como o Grupo agora está focado principalmente nos bancos comerciais e de varejo do Reino Unido, com mercados de capital e atividades comerciais moderados, seu impacto é relativamente limitado. Estima-se que cerca de 97% dos empréstimos e adiantamentos sejam feitos em transações internas do banco. 

## Operações
A entidade não circunscrita vai ficar incorporada no Financiamento de Mercados de Bancos Comerciais, incluindo mercados de empréstimos, títulos e securitização de ativos, Produtos de Mercados Financeiros de Bancos Comerciais, incluindo elementos de câmbio e taxas, os negócios realizados pelo Lloyds Bank International e as filiais do Grupo nos Estados Unidos, Cingapura e as dependências da coroa. 
A empresa foi autorizada com restrições em 2017 e atualmente está registrada como uma instituição de crédito junto à Autoridade de Conduta Financeira e à Autoridade Reguladora Prudencial. Até que as restrições sejam removidas, sua capacidade de realizar ou migrar para ela quaisquer atividades reguladas de serviços financeiros fica limitada. Em 2018, foi relatado que os comerciantes serão fisicamente separados de seus colegas e colocados em uma "caixa de vidro" para cumprir as regras.  
A Fitch Ratings atribuiu ao Lloyds Bank Corporate Markets e ao Lloyds Bank International os ratings esperados de inadimplência de emissor de longo prazo de 'A (EXP)'. 